# Porsche Macan

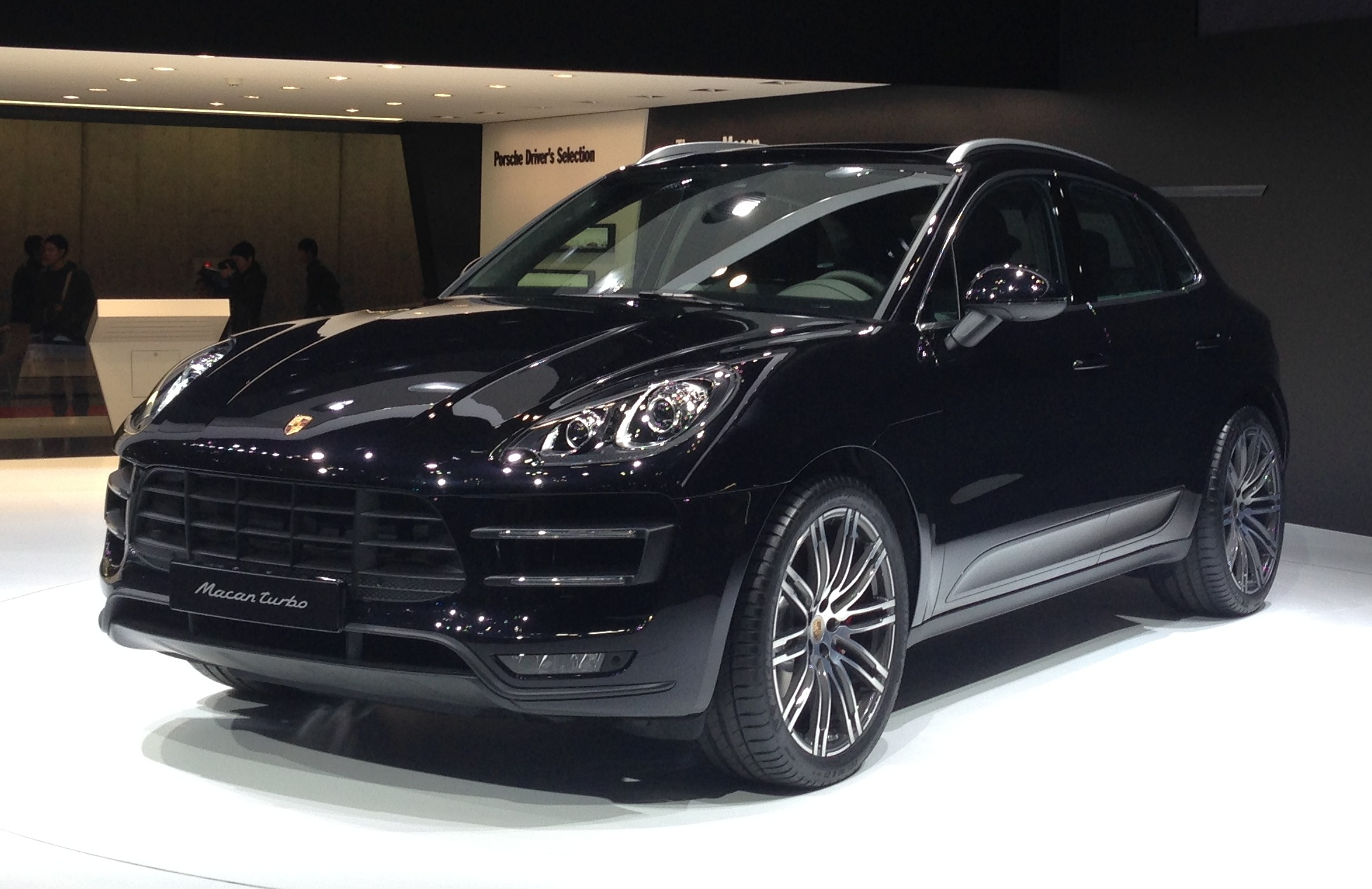
Macan Turbo

De Porsche Macan is een compacte SUV (Sports Utility Vehicle) gebaseerd op de Audi Q5, aangekondigd in november 2010 als een "ontwikkelings"project en officieel aangekondigd door Porsche in maart 2011. De productie van de auto begon eind november 2013. De auto werd gelanceerd op 20 november 2013 op de Greater Los Angeles Auto Show. Porsche lanceerde de auto als een kleiner alternatief voor de grotere Cayenne.
De Macan was origineel bekend onder de code naam Cajun, een samentrekking van Cayenne en Junior. Op 16 februari 2012 maakte Porsche bekend dat Macan de naam zou worden voor de nieuwe auto. Macan is het Indonesische woord voor tijger.
De Macan wordt geproduceerd in Leipzig, Duitsland waar ook de Panamera en de Cayenne worden geproduceerd.

## Motoren
Bij de lancering van de auto werden er drie motoren voorgesteld, alle met cilinders in V6-opstelling: "Macan S" van 3,0 liter en 340 pk, een "Turbo" van 3,6 liter en 400 pk en een dieselmotor van 3,0 liter en 245 pk, met een CO2-emissie van 159 g/km. De  nieuwe "Turbo" motor levert 440 pk en is 10% krachtiger dan zijn voorganger, hoewel de motor 20% kleiner is. Alle modellen hebben een automatische zeventraps "PDK" versnellingsbak en vierwielaandrijving.
Twee nieuwe viercilinder-motoren worden alleen in specifieke landen geleverd, een 237 pk leverende TFSI benzinemotor van tweeliter voor China en Brazilië en een 211 pk leverende dieselmotor van tweeliter voor België.